# Die fremde Materie
Die fremde Materie (Originaltitel: Is There in Truth No Beauty?) ist die nach Ausstrahlungsreihenfolge fünfte und nach Produktionsreihenfolge siebente Episode der dritten Staffel der Science-Fiction-Fernsehserie Raumschiff Enterprise. Sie wurde in englischer Sprache erstmals am 18. Oktober 1968 bei NBC ausgestrahlt. In Deutschland war sie zum ersten Mal am 30. September 1972 in einer synchronisierten Fassung im ZDF zu sehen.

## Handlung
Im Jahr 2268 bei Sternzeit 5630.7 soll die Enterprise Kollos, den Botschafter der Meduser zurück zu seinem Heimatplaneten bringen. Die Meduser sind Wesen aus reiner Energie und hervorragende Navigatoren. Ihr Anblick treibt Menschen allerdings in den Wahnsinn, weshalb spezielle Vorkehrungen getroffen werden. Der Botschafter und seine beiden Begleiter Dr. Miranda Jones und Larry Marvick werden von dem halb-vulkanischen ersten Offizier Spock an Bord gebeamt, der dabei eine spezielle Schutzbrille trägt. Kollos reist zudem in einem blickdichten Behältnis.
Bei einem Abendessen lernen sich Captain Kirk, Spock, Schiffsarzt McCoy und Chefingenieur Scott sowie ihre Gäste Jones und Marvick besser kennen. Jones ist eine menschliche Telepathin, die vier Jahre lang auf Vulkan studiert hat und nun eine Gedankenverschmelzung mit Kollos durchführen will. Ihre Arbeit soll dazu beitragen, dass Meduser auf Sternenflotten-Raumschiffen als Navigatoren eingesetzt werden können. Marvicks Aufgabe als Ingenieur soll es sein, die entsprechende Technik hierfür zu entwickeln. Der Abend nimmt eine plötzliche Wendung, als Jones für einen kurzen Moment spürt, dass einer der Anwesenden einen Mord plant. Nachdem das Essen zu Ende ist, sucht Marvick Jones in ihrem Quartier auf und bittet sie, nicht mit Kollos weiterzureisen, denn er liebt sie. Jetzt erkennt Jones, dass Marvick es war, der an Mord gedacht hat. Als sie ihn zurückweist, stürmt er in das Quartier von Kollos und will ihn mit einem Phaser erschießen, doch dabei sieht er ihn an und wird wahnsinnig.
Marvick begibt sich in den Maschinenraum und setzt dort alle Anwesenden außer Gefecht, als sein Mordversuch über den Bordfunk bekannt gegeben wird. Er manipuliert den Antrieb des Schiffs, das dadurch in eine unbekannte Region außerhalb der Galaxie verschlagen wird. Als er schließlich gefasst wird, warnt er alle vor Miranda Jones und gesteht ihr zugleich noch einmal seine Liebe. Dann bricht er tot zusammen. Die Enterprise ist gestrandet, denn es gibt keine Bezugspunkte für einen Kurs zurück in die Heimat. Die einzige Hoffnung liegt in den überlegenen Fähigkeiten von Kollos. Es wird entschieden, dass Spock eine Gedankenverschmelzung mit ihm versuchen soll, da er ein Raumschiff steuern kann. Da mit Protest von Jones zu rechnen ist, die Kollos sehr nahe steht und schon lange selbst eine Gedankenverschmelzung mit ihm anstrebt, entscheidet Kirk, sie darüber im Unklaren zu lassen und verwickelt sie im Arboretum des Schiffs in ein Gespräch. Sie erkennt aber schnell Kirks Absicht. McCoy enthüllt daraufhin, dass sie blind ist. Sie hat diesen Umstand bisher geheim gehalten und durch ein Sensorennetz auf ihrer Kleidung kompensiert. Jones sieht aber schließlich ein, dass Spock die bessere Wahl ist.
Kollos wird auf die Brücke gebracht und hinter einem Schutzschirm setzt Spock seine Brille auf, öffnet Kollos’ Behältnis und ihre beiden Geister verschmelzen. Jetzt kann er die Enterprise an ihren exakten Ausgangspunkt zurückbringen. Als er sich aber erneut hinter den Schutzschirm begibt, um die geistige Verbindung wieder zu trennen, vergisst er dabei seine Brille und wird wahnsinnig. Kirk kann ihn mit einem Phaser betäuben und er wird auf die Krankenstation gebracht. Jones’ Training auf Vulkan könnte eine Hilfe für Spock sein, doch sie behauptet, sein Geist ließe sich nicht mehr heilen. Als Kirk ihr unterstellt, ihr Zögern wäre lediglich durch Eifersucht begründet, versucht sie schließlich doch eine Gedankenverschmelzung mit Spock. Der kann dadurch geheilt werden. Zugleich erhält Jones jetzt durch ihn endlich die Fähigkeit, ihren Geist mit dem von Kollos zu verschmelzen.

## Verbindungen zu anderen Star-Trek-Produktionen

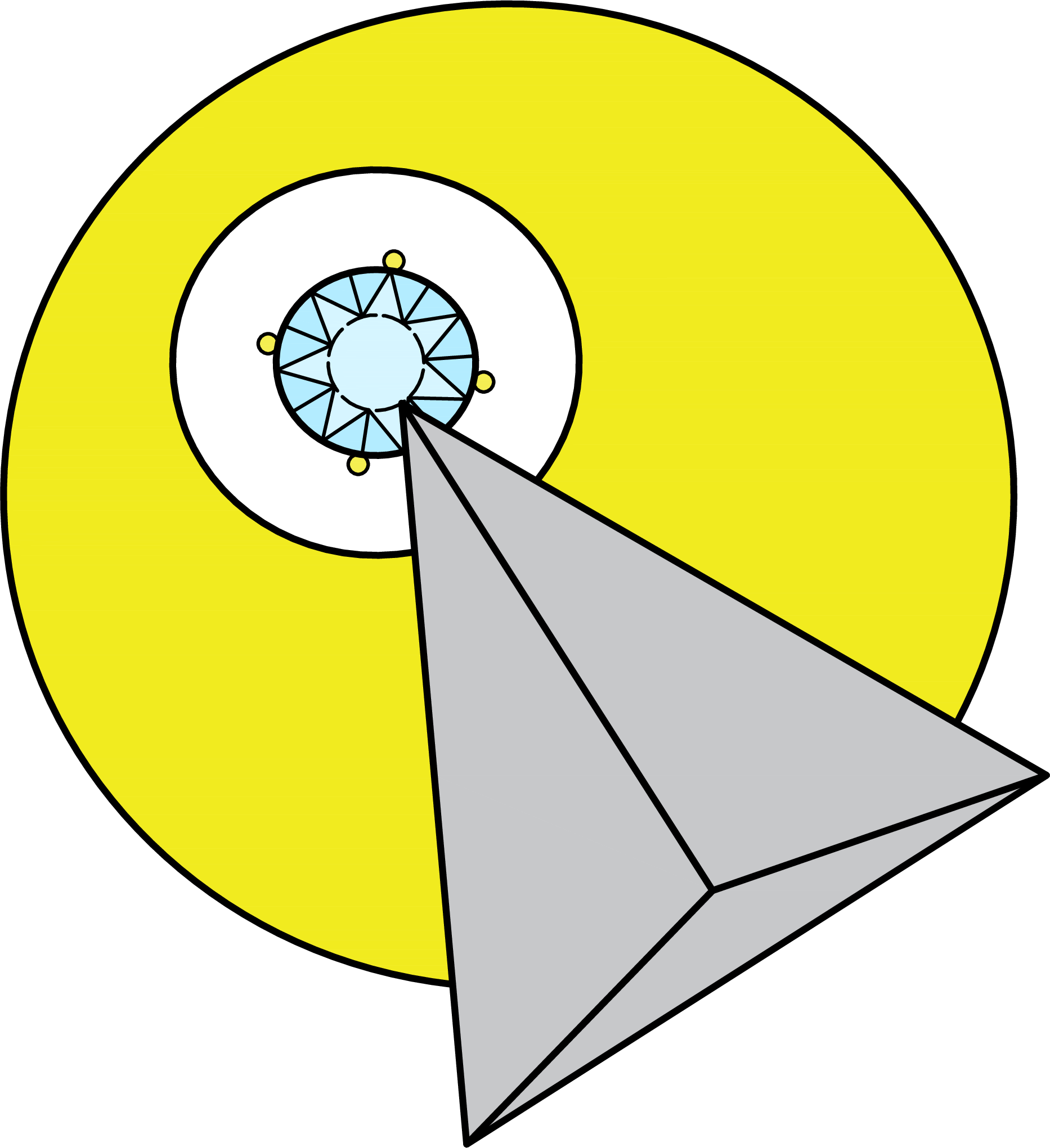
Das UMUK-Symbol wurde in Die fremde Materie erstmals verwendet.

Einige Elemente aus dieser Folge wurden in späteren Star-Trek-Produktionen wieder aufgegriffen:
- Die Meduser haben in dieser Folge ihren ersten und für lange Zeit letzten Auftritt im Star-Trek-Franchise. Erst in der 2021 gestarteten animierten Serie Star Trek: Prodigy wurden sie wieder aufgegriffen. In dieser Serie ist ein Angehöriger dieses Volkes namens Zero eine der Hauptfiguren. In Star Trek: Picard werden die Meduser erwähnt.
- UMUK (Unendliche Mannigfaltigkeit in unendlicher Kombination, englisch IDIC, Infinite Diversity in Infinite Combinations), eines der Grundprinzipien der vulkanischen Philosophie, wird in dieser Folge das erste Mal erwähnt. Auch das UMUK-Symbol ist hier erstmals zu sehen.

## Produktion

### Drehbuch
Der Originaltitel der Folge geht auf das Gedicht Jordan (I) von George Herbert zurück. Dort heißt es in der ersten Strophe:

„Who says that fictions only and false hair

Become a verse? Is there in truth no beauty?“

Die Folge basiert auf einer unverlangt eingesendeten Geschichte von Jean Lisette Aroeste. Robert Justman befand sie für gut und ließ Aroeste daraus ein Drehbuch entwickeln, an dem Arthur Singer und Gene Roddenberry noch kleinere Änderungen vornahmen. Aroeste war hauptberuflich Bibliothekarin an der University of California, Los Angeles. Sie schrieb später noch das Drehbuch zu Portal in die Vergangenheit sowie eine Geschichte für eine weitere Raumschiff-Enterprise-Folge namens The Forseeable Future, die aber nicht produziert wurde. Diese Star-Trek-Folgen blieben ihre einzigen Drehbucharbeiten.

### Regie und Kamera
Regisseur Ralph Senensky entschied sich für den Einsatz eines Fischaugenobjektivs für Einstellungen aus der Perspektive der wahnsinnig gewordenen Personen. Den gleichen Effekt wendete er später auch in der Folge Das Spinnennetz an.

### Darsteller
Dr. Miranda Jones sollte eigentlich von Jessica Walter gespielt werden. Sie war aber zur Produktionszeit nicht verfügbar und so wurde Diana Muldaur für die Rolle engagiert. Muldaur hatte bereits Dr. Ann Mulhall in der Raumschiff-Enterprise-Folge Geist sucht Körper gespielt. Um die Ähnlichkeit zu ihrer früheren Rolle zu verringern, trug sie in Die fremde Materie eine schwarze Perücke. In der zweiten Staffel der Serie Raumschiff Enterprise – Das nächste Jahrhundert von 1988/89 spielte Muldaur in 18 Folgen Dr. Katherine Pulaski.
In Produktionsreihenfolge ist dies die letzte Folge, in der Eddie Paskey einen Auftritt als Hintergrundfigur Lieutenant Leslie hat. Paskey zog sich beim Dreh einer Kampfszene mit Spock (Leonard Nimoy) auf der Brücke der Enterprise eine Rückenverletzung zu. Er entschied sich danach, die Serie zu verlassen.

### Kostüme
Scott (James Doohan) trägt hier zum ersten Mal einen Kilt zu seiner Galauniform.

### Requisiten
Das UMUK-Symbol sollte ursprünglich deutlich prominenter in der Folge zu sehen sein, denn Star-Trek-Schöpfer Gene Roddenberry wollte es über das Versandhandelsunternehmen Lincoln Enterprises, das von seiner Frau Majel Barrett betrieben wurde, verkaufen. Nach Protesten von Leonard Nimoy, William Shatner und anderen schrieb Roddenberry die umstrittenen Passagen im Drehbuch um und beließ es bei einem recht dezenten Verweis.

## Adaptionen
James Blish schrieb eine Textfassung von Die fremde Materie, die auf Englisch erstmals 1974 in der Geschichtensammlung Star Trek 10 erschien. Die deutsche Übersetzung erschien 1976.

## Rezeption
Christian Blauvelt listete Die fremde Materie 2022 auf hollywood.com in einem Ranking aller 79 Raumschiff-Enterprise-Folgen auf Platz 63.

## Parodien und Anspielungen
In der Folge To Boldly Go, Part I der Fanserie Star Trek Continues von 2017 wird die rote Schutzbrille aus Die fremde Materie verwendet.